# Suszina
Suszina (bułg. Сушина) – wieś w Bułgarii, w obwodzie Szumen, w gminie Wyrbica. W 2024 roku liczyła 319 mieszkańców.